# Székesfehérvár
Székesfehérvár (dawniej pol. Białogród Stołeczny, lub Białogród Królewski, łac. Alba Regia, chorw. Stolni Biograd, niem. Stuhlweißenburg, serb. Столни Београд, tur. İstolni Belgrád, cz. Stoličný Bělehrad) – miasto w środkowo-zachodniej części Węgier, liczące ponad 101,9 tys. mieszkańców (styczeń 2011).
Pierwsza, historyczna stolica Węgier. Nekropolia królów węgierskich. Siedziba władz komitatu Fejér. Dziewiąte miasto Węgier pod względem liczby mieszkańców. Około 10 km na południe od Székesfehérváru, niedaleko wioski Tác, znajdują się ruiny rzymskiego miasta Gorsium.

## Historia
Jest to najstarsze miasto na Węgrzech. Osadnicy zamieszkiwali teren miasta już 2–5 tys. lat p.n.e. Później, jak głosi legenda, na tym właśnie terenie osiedliło się plemię Arpada. Miasto zostało założone w roku 972 przez księcia Gejzę, a do jego dalszego rozwoju przyczynił się syn Gejzy, Stefan I Święty. W roku 1003 rozpoczął on budowę bazyliki, która stała się pierwszym ośrodkiem państwowości węgierskiej.

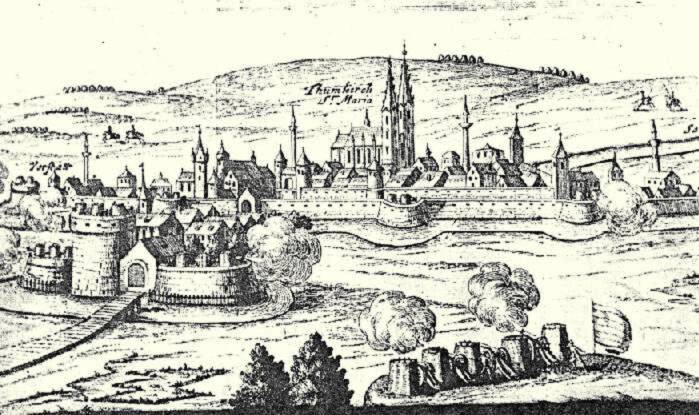
Székesfehérvár na pocz. XVII w.

Przez ok. 500 lat Székesfehérvár był siedzibą królewską. W wybudowanej w mieście katedrze koronowano 37 królów (wszystkich średniowiecznych królów Węgier z wyjątkiem św. Stefana), a pochowano 15. Od momentu powstania miasto pełniło ważną funkcję komunikacyjną, a w XII wieku było ważnym przystankiem w pielgrzymkach do Ziemi Świętej. W 1222 król Andrzej II wydał tutaj dokument zwany Złotą Bullą, porównywaną do angielskiej Magna Carta.
W 1543 Székesfehérvár dostał się w ręce Turków, którzy przyczynili się do wyludnienia i wyniszczenia miasta. Tureccy najeźdźcy zburzyli większość zabudowań łącznie z katedrą i grobami królewskimi (w świątyni urządzono wcześniej skład amunicji) oraz pałacem królewskim. Miasto znajdowało się pod tureckim panowaniem przez 145 lat (z wyjątkiem krótkiego okresu w 1601, w którym miasto zostało odbite przez Węgrów, po czym ponownie opanowane przez Turków).

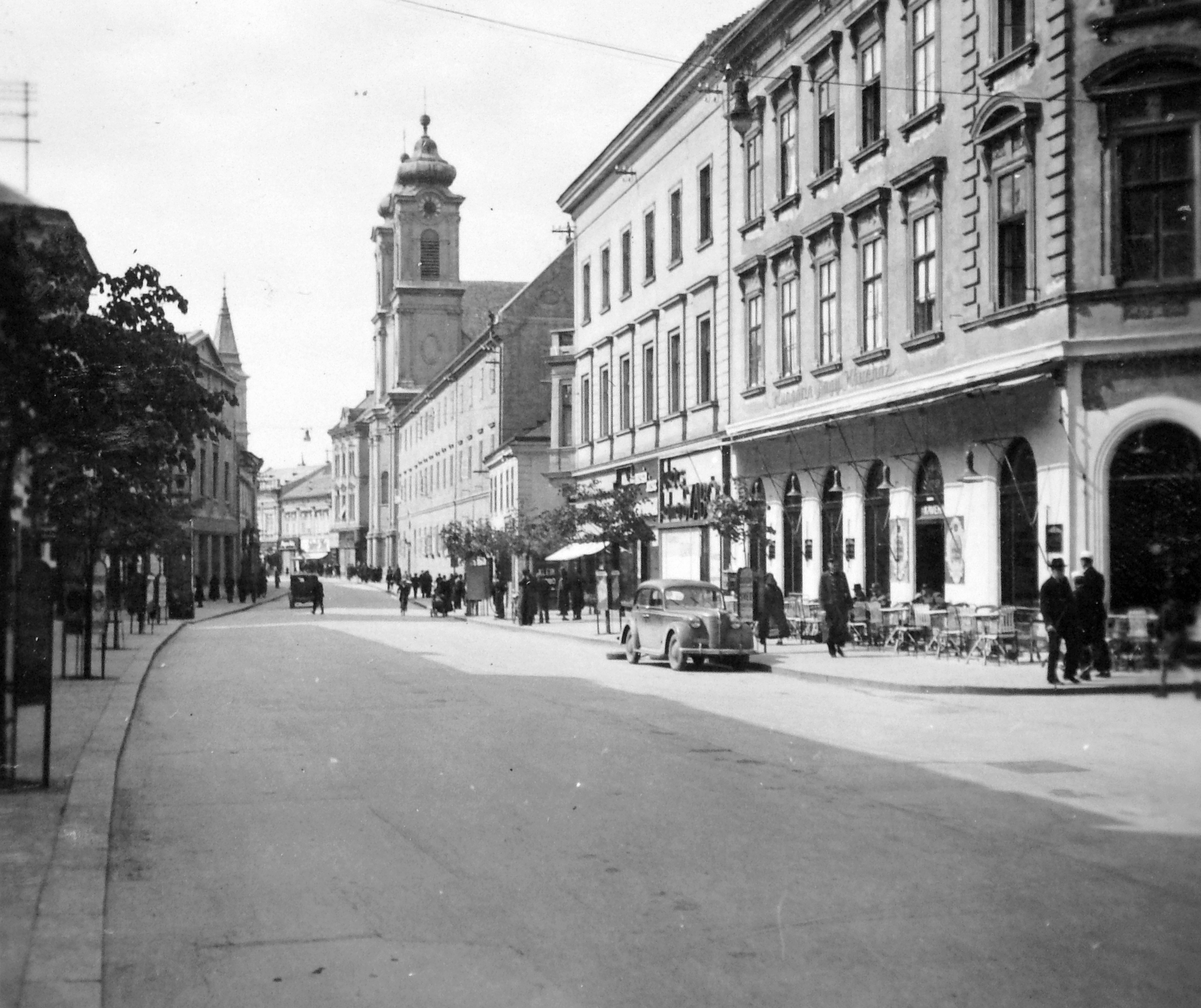
Székesfehérvár w 1940 r.

Székesfehérvár odrodził się w XVIII wieku, w okresie austriackiego panowania Habsburgów. Oprócz Węgrów w mieście osiedliło się wielu Serbów i Niemców. Wzniesiono wiele nowych budynków, m.in. klasztor Franciszkanów, kościół jezuicki i liczne pałace. W 1777 Maria Teresa Habsburg ponownie ustanowiła w mieście biskupstwo. Z XVIII-wiecznego, ponownego okresu świetności pochodzi barokowa zabudowa śródmieścia. Z początkiem XIX wieku miasto stało się ważnym ośrodkiem edukacyjnym i kulturalnym. Po okresie rewolucji Székesfehérvár utracił na znaczeniu i uzyskał raczej rolniczy charakter, co uległo zmianie na przełomie XIX i XX wieku dzięki rozwojowi kolei i odkryciu złóż minerałów w okolicy.
Po II wojnie światowej, w której Székesfehérvár ucierpiał dość znacznie na skutek alianckich nalotów (poważnemu zniszczeniu uległy przedmieścia, natomiast barokowa starówka została nietknięta). Niebawem podjęto próbę przekształcenia go w miasto przemysłowe. Powstała tutaj m.in. fabryka autobusów Ikarus, fabryka odbiorników telewizyjnych i radiowych Videoton oraz zakład przetwórstwa aluminium Könnyűfémmű. W związku z tym ludność miasta podwoiła się w ciągu pierwszych 10 lat po wojnie. Mimo industrializacji śródmieście zdołało zachować swój barokowy charakter.
Po upadku komunistycznego reżimu wiele zakładów przemysłowych upadło, ale produkcję uruchomiło wiele firm zagranicznych, m.in. Ford, IBM, Philips. Székesfehérvár jest nadal ważnym ośrodkiem gospodarczym i naukowym.

## Najważniejsze zabytki

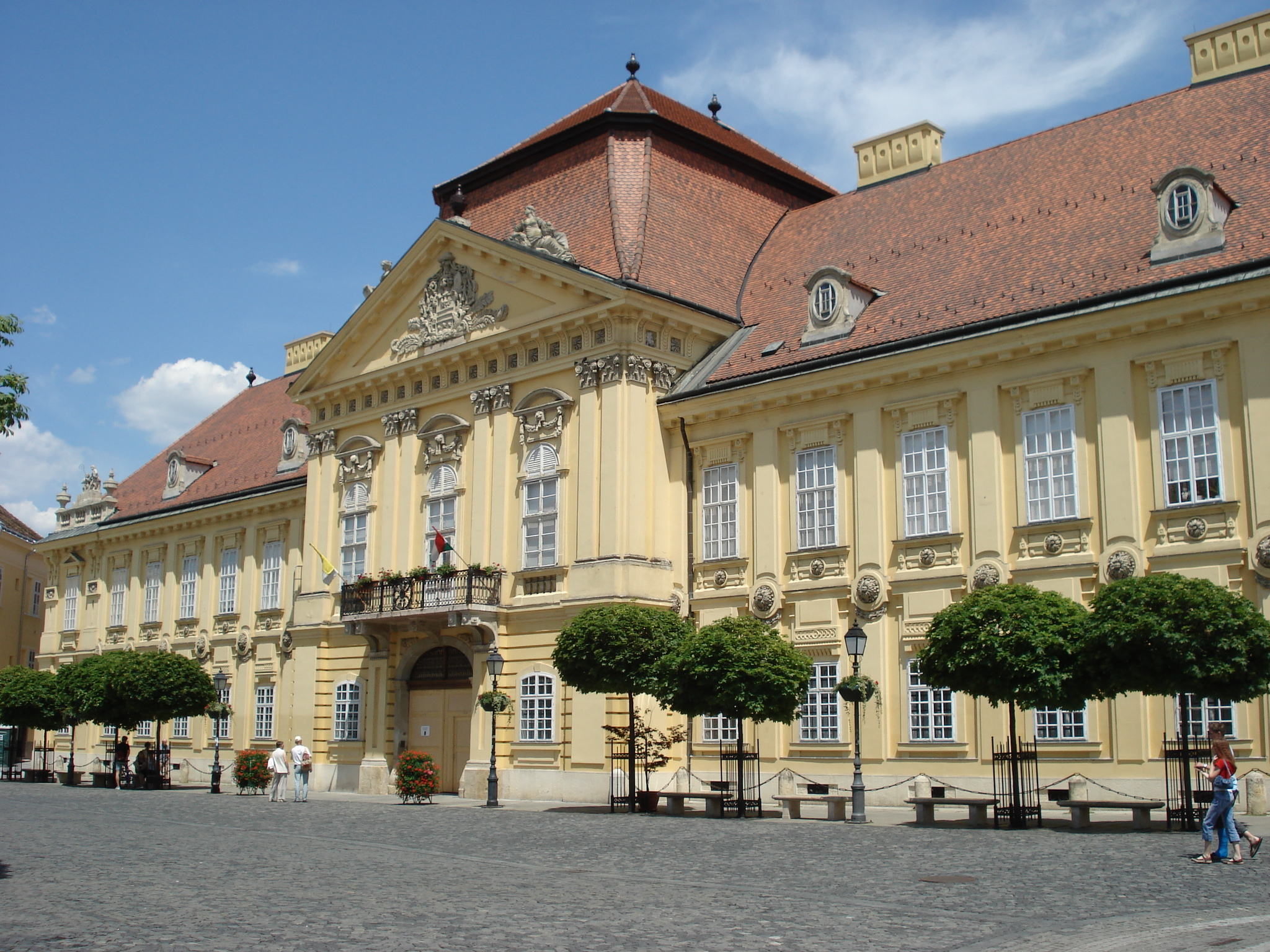
Pałac biskupi

- Ogród Ruin – ruiny katedry Panny Marii, średniowiecznej katedry koronacyjnej oraz głównej nekropolii królów Węgier
- Kaplica św. Anny(inne języki) – gotycka kaplica z ok. 1470 r., jedyny zachowany średniowieczny budynek w mieście
- Kościół franciszkanów pw. św. Emeryka(inne języki), wzniesiony w latach 1720–1743 w stylu barokowym
- Kościół i klasztor karmelitów, wzniesiony w latach 1745–1748 w stylu barokowym wraz z posągiem króla Węgier i Polski Ludwika Węgierskiego z 1932 r.
- Kościół cystersów, wzniesiony w latach 1745–1751 w stylu barokowym
- Katedra św. Stefana – barokowa świątynia zbudowana w latach 1758–1768
- Pałac biskupi(inne języki) – pałac z końca XVIII wieku, do którego budowy wykorzystano cegły z ruin średniowiecznej katedry
- Barokowe śródmieście
- Serbski skansen, odznaczony w 1990 nagrodą Europa Nostra
- Zamek Boryego
- Pałac Zichych z końca XVIII w
- Ratusz(inne języki) (Városháza) z końca XVII wieku, barokowy
- Apteka pod Czarnym Orłem (1758)
- Hiemer-ház, rokokowy budynek wzniesiony w 1770 dla sędziego miejskiego
- Urząd komitacki (Megyeháza) z XIX w., klasycystyczny
- Zamek Kégla(inne języki), neorenesansowy
- Pomnik poety Mihályego Vörösmartyego z 1865 r.
- Kościół ewangelicki, neoromański
- Pomnik św. Emeryka z 1935 r.
- Pomnik króla Stefana I z 1938 r.
- Pomnik Ferenca Wathayego z 1938 r.
- Pomnik Domokosa Kálmáncsehiego z 1938 r.
- Pomnik Jerzego Warkocza z 1938 r.

## Muzea
- Muzeum M. Ybla
- Muzeum Historii Miasta
- Muzeum Lalek
- Apteka pod Czarnym Orłem(inne języki)
- Muzeum Króla Stefana Świętego
- Zamek Boryego

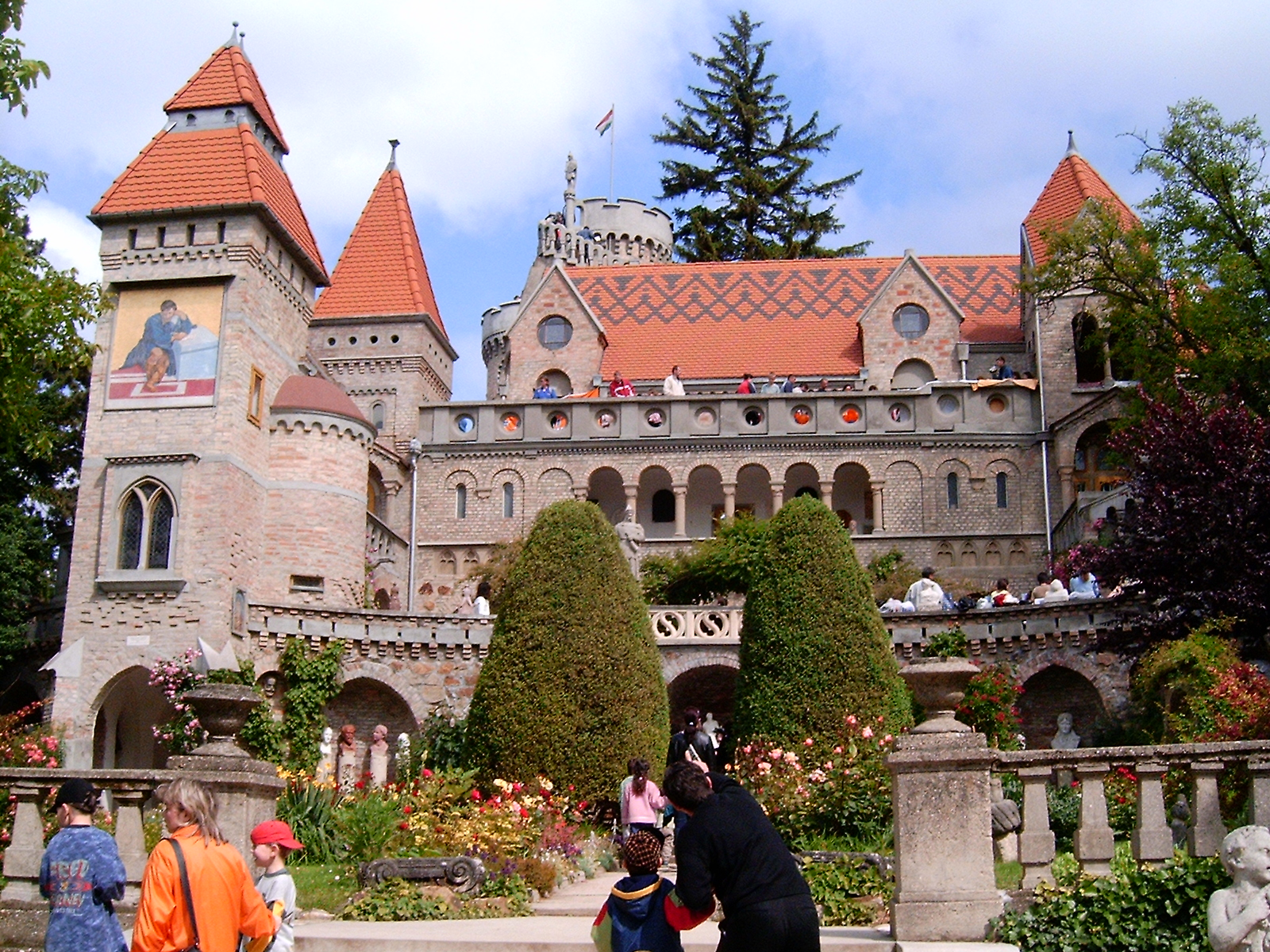
Zamek Boryego

- Muzeum sztuki sakralnej w klasztorze Franciszkanów

## Sport
- Fehérvár FC – klub piłkarski
  - Sóstói Stadion – stadion
- Alba Volán Székesfehérvár – klub hokejowy

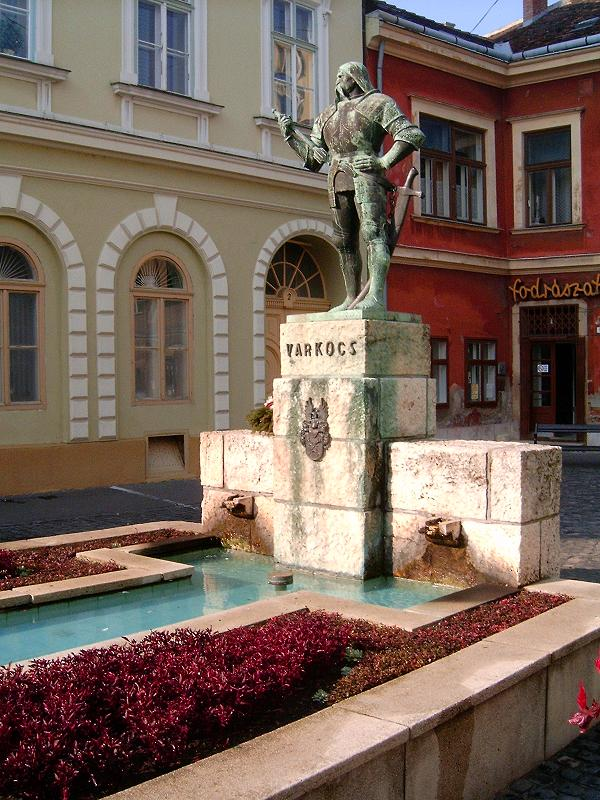
Pomnik Jerzego Warkocza

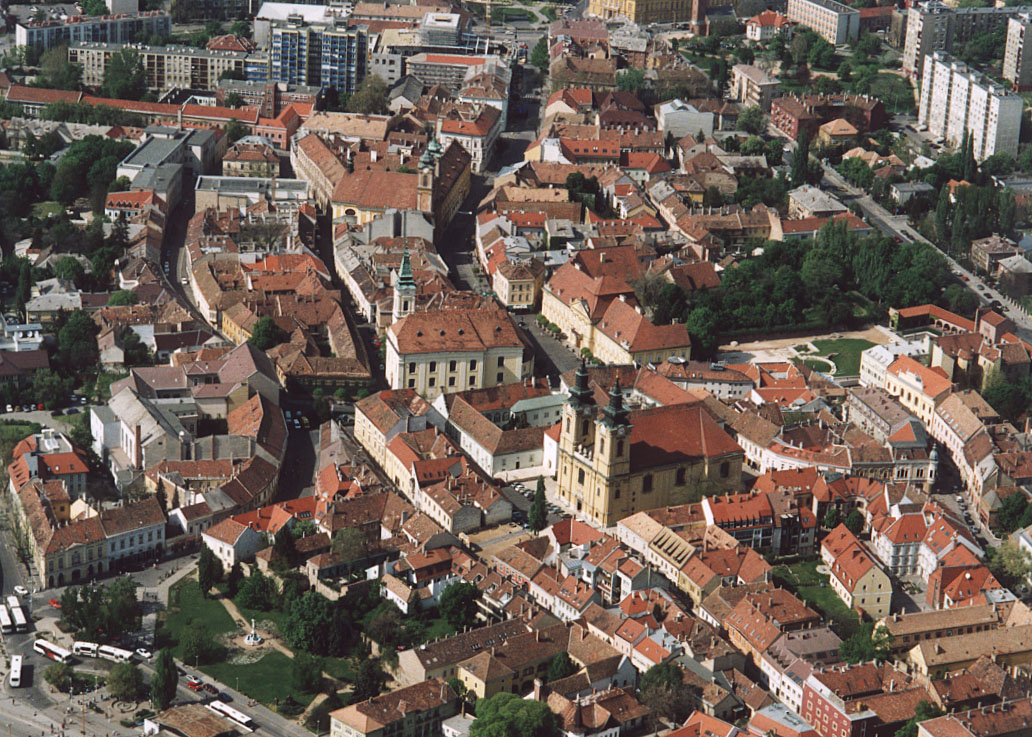
Widok z lotu ptaka

## Miasta partnerskie
- Alba Iulia, Rumunia
- Birmingham, Stany Zjednoczone
- Błagojewgrad, Bułgaria
- Bratysława, Słowacja
- Cento, Włochy
- Chorley, Wielka Brytania
- Kemi, Finlandia
- Ługańsk, Ukraina
- Opole, Polska
- Radom, Polska
- Sariwŏn, Korea Północna
- Schwäbisch Gmünd, Niemcy
- Zadar, Chorwacja
- Kocaeli, Turcja